# Ižkovce
Ižkovce jsou obec na Slovensku. Nacházejí se v Košickém kraji, v okrese Michalovce. Obec má rozlohu 4,22 km² a leží v nadmořské výšce 100 m. V roce 2011 v obci žilo 108 obyvatel.  První písemná zmínka o obci pochází z roku 1297.
Na území obce je chráněné ptačí území Medzibodrožie.